# Batman del futuro
Batman del futuro (título original: Batman Beyond) es una serie animada de televisión, de temática superheroíca y de ciencia ficción desarrollada por Bruce Timm, Paul Dini, y Alan Burnett, que trabajaron anteriormente en Batman: La serie animada y en Superman: La serie animada, y posteriormente en Liga de la Justicia y en Liga de la Justicia Ilimitada, y producido por Warner Bros. Animation en colaboración con DC Comics como una continuación del legado de Batman.
La serie presenta a Bruce Wayne, el Batman original, como un anciano retirado del trabajo de superhéroe, ayudando por radio a Terry McGinnis, el nuevo Batman.
La serie comenzó a transmitirse el 10 de enero de 1999 y terminó el 18 de diciembre de 2001. Después de 52 episodios que abarcan tres temporadas y una película directamente a vídeo, la serie quedó en suspenso por la serie animada Liga de la Justicia, a pesar de que Warner Bros Animation planes anunciados para una cuarta temporada.

## Historia
Durante una noche en Gotham City de 2019, unos secuestradores tienen como rehén a una actriz famosa de la cual habían pedido un rescate de 5 millones de dólares a cambio de su vida, sin embargo los planes de los secuestradores son frustrados por la aparición de Batman, a pesar de haber pasado su mejor momento y tener casi 60 años, sigue luchando contra el crimen en un nuevo Batitraje, quien consigue reducir a varios de ellos, pero además de ello sufre continuos ataques del corazón, aunque trata de mantenerlos a raya, sin embargo cuando Batman está a punto de liberar a la rehén uno de los secuestradores se levanta y lo golpea con una gran llave, apartándolo. Pero justo cuando Batman se dispone a contraatacar, este inadvertidamente se derrumba contra el suelo y se queja de unos ataques cardíacos que lo dejan prácticamente inmóvil, momento que aprovecha uno de los secuestradores para golpearlo brutalmente con la misma llave hasta dejarlo malherido, pero justo cuando está a punto de acabar con él, Batman sorpresivamente toma una de las pistolas de los secuestradores y le apunta con ésta, haciendo que el secuestrador salga asustado de pánico, pero afortunadamente la policía de Gotham City se aparece en el lugar y ponen bajo custodia a todos los secuestradores rescatando a la chica, pero por otro lado un malherido y agotado Batman sale de la escena cargando la pistola que había usado previamente para amenazar saliendo traumatizado de esta experiencia regresando a su mansión. De vuelta en la Baticueva, Bruce finalmente decide colgar el traje y retirarse de ser Batman, luego de que esta última experiencia casi lo obligó a romper su código moral.
20 años después, en 2039, Gotham City ahora renombrada como Neo-Gotham City, se ha convertido en una megalópolis futurista, donde los crímenes han aumentado desde la desaparición de Batman. En esta ciudad futurista nadie recuerda ya al murciélago y entre la gente joven de este tiempo, Batman no es más que una leyenda, un cuento que cuentan sus mayores. Por su parte Bruce Wayne es ahora un anciano que vive aislado en su mansión, teniendo la vida de un ermitaño y malhumorado quien todavía sigue traumatizado por el incidente que lo llevó a su retiro, también su antigua y formal apariencia física con el paso del tiempo se marchitaron y ya solo vive de sus recuerdos del pasado, además de que ha perdido la propiedad de su empresa, compartiéndola con el empresario Derek Powers. Por otro lado Alfred Pennyworth, el fiel mayordomo y mentor de Wayne, hace mucho tiempo falleció y todos los villanos de antaño que alguna vez ocupaban el manicomio Arkham han desaparecido del radar, murieron asesinados, de causas naturales, o simplemente se retiraron y fueron rehabilitados hace mucho tiempo.
Una noche, un joven de 17 años de edad llamado Terry McGinnis, hijo de un empleado de Wayne-Powers, es asaltado por una banda de delincuentes comunes que se visten como payasos y arlequínes que responden al nombre de "Jokerz", una banda que hacen honor y homenaje al mayor némesis del Batman de antaño, el ya fallecido Joker y su compañera Harley Quinn. En su huida de la banda, este llega a hasta la zona aledaña a la mansión Wayne, un lugar considerado lúgubre y poco recomendable visitar. Cuando están a punto de atrapar a Terry, el dueño de la propiedad, Bruce Wayne, derrota a los villanos con su bastón y las pocas habilidades marciales que aún puede realizar, echándolos de su propiedad. Tras la pelea, Wayne vuelve a sufrir las convulsiones y el dolor pectoral que le obligaron a colgar la capucha y Terry lo ayuda a entrar en la mansión y le acerca sus respectivas medicinas. Cuando, finalmente, Wayne cae en un profundo sueño en el sofá, Terry se dispone a abandonar la mansión. Pero justo cuando iba a retirarse, Terry ve un murciélago atrapado dentro del reloj de pared y al intentar sacarlo de ahí descubre por sorpresa la entrada a la Batcueva, donde encuentra los uniformes de Batman y sus antiguos aliados. Pero pronto se aparece Bruce y lo saca enérgicamente de allí.
El padre de Terry es asesinado por saber demasiado y entonces Terry trata de desenmascarar y vengarse del culpable (algo análogo a la motivación original de Wayne), al principio Terry se roba el traje de Batman de la mansión de Bruce y este le exige que lo regrese, pero Terry mientras investigaba en Wayne-Powers Enterprises se niega a devolverlo por lo que Bruce no tiene más opción de paralizar el traje, sin embargo, viendo que Terry esta a punto de ser asesinado decide liberarlo y le permite usarlo solo por esa vez. Cuando acaba la aventura, Bruce se aparece en su casa al día siguiente le ofrece un empleo y ser el nuevo Batman de forma regular.
La serie continúa, con Terry descubriendo todos los pequeños aspectos de ser Batman. Max, una compañera del colegio, logra descubrir su identidad secreta, y se convierte en su confidente a quien contarle sus historias.
En el capítulo 26 titulado "Epilogue" de la serie Liga de la Justicia Ilimitada, Terry McGinnis, ahora un hombre de 30 años, descubre que comparte el mismo código genético de Bruce Wayne ya que este tuvo una falla renal y necesitaba un donante, lo cual resultó que ambos tenían una compatibilidad perfecta. Esto lo hace pensar que Bruce era su padre biológico, por lo que discute con él al respecto. Resulta que Amanda Waller pensaba que el mundo sin Batman es inaceptable, sabía que el mundo necesita a Batman, y que siempre lo necesitará. Cuenta cómo Batman con el tiempo se ganó su respeto y su confianza, ya que ninguna otra persona igualaba a Batman, ya que el salvó docenas de veces el día tan solo con su fuerza, cuerpo y voluntad. Con el hecho de que el mejor héroe de la historia estaba envejeciendo, se volvía lento, y tenía que retirarse pronto o alguien se las ingeniaría para matarlo; ella se propuso hacer un nuevo Batman para el mundo, por eso comenzó con el Proyecto Batman del Futuro (Batman Beyond Proyect). Para esto buscó todas sus conexiones de cuando ella participaba en el proyecto Cadmus (para esto era enemiga de la Liga de la Justicia). El proyecto Batman Beyond trataba de poner el código genético de Bruce Wayne en una pareja joven parecida a los padres de Bruce. Su plan era matar a los padres de McGinnis cuando el tuviera 8 años saliendo de un teatro al igual que los padres de Wayne cuando murieron. Pero la asesina que contrató se arrepintió y todos sabemos como termina la historia. Por lo tanto se descubre que aunque Terry McGinnis comparte similitudes, en vez de ser el clon de Bruce Wayne, es su hijo.

## Personajes
Terry McGinnis
El nuevo Batman y protagonista de la serie animada. Es un chico de 17 años de carácter rebelde que estuvo tres meses en una correccional pero que ahora estudia y trata de llevar una vida normal. Su padre es asesinado y robó el traje original para vengar la muerte de su padre. Desde entonces trabaja como el nuevo Batman, con Bruce Wayne siguiendo sus actividades y aconsejándolo por radio.

## Episodios
| Temporada | Temporada | Episodios | Episodios | Emisión original         | Emisión original        |
| Temporada | Temporada | Episodios | Episodios | Primera emisión          | Última emisión          |
| --------- | --------- | --------- | --------- | ------------------------ | ----------------------- |
|           | 1         | 13        | 13        | 10 de enero de 1999      | 22 de mayo de 1999      |
|           | 2         | 26        | 26        | 17 de septiembre de 1999 | 19 de agosto de 2000    |
|           | 3         | 13        | 13        | 16 de septiembre de 2000 | 18 de diciembre de 2001 |

## Película
Se produjo una película de la serie: Batman del futuro: El regreso del Joker (o del Guasón, en Hispanoamérica), en la cual Joker regresa de entre los muertos. Lo logró injertando nanotecnología en Robin (Tim Drake), la cual le permitió mantener su conciencia viva en él, tomar el control de su cuerpo y "transformarse" en el Joker. El Joker "real" murió en un incidente con el primer Batman, del cual se realiza un flashback en la película.
Hubo un proyecto para realizar una segunda película, esta vez con Catwoman, pero el proyecto quedó inconcluso al ser cancelado. Sin embargo, los autores reflotaron el boceto de guion que preparaban para utilizarlo en el episodio "Epilogue" de Liga de la Justicia Ilimitada, reemplazando a Selina Kyle por la directora de Cadmus Amanda Waller, también envejecida, de gran participación en la temporada que finalizaba.

## Liga de la Justicia
La Liga de la Justicia apareció en el episodio doble "The Call", integrada por Superman (con otro traje), Big Barda, Warhawk, Aquagirl, Micrón y Kai-Ro. Terry se unió a ese grupo.
Por otra parte, hubo dos incursiones en el mundo de Batman Beyond, ya cancelado, en la serie Liga de la Justicia Ilimitada. El primero fue en "The Once And Future Thing 2: Time Warped", donde David Clinton se construyó un cinturón para viajar por el tiempo. Batman (el clásico), Mujer Maravilla y Linterna Verde aparecen en el futuro, pero alterado por manipulaciones temporales de Clinton, que se proclamó rey del mundo bajo el nombre de "Cronos", y se unen a lo que queda de la Liga (Batman (Terry), Warhawk y Static Shock, y el anciano Bruce Wayne) para enfrentarse a Cronos y a los Jokers, ahora con superpoderes.
La segunda aparición, y seguramente la última, fue en el episodio "Epilogue". Terry descubre que tiene ADN de Bruce Wayne, y lo acusa de haberlo "manipulado" genéticamente para continuar su legado de Batman, pero luego descubre que si bien sí hay ADN de Wayne en él, la culpa no es del propio Wayne, sino de Amanda Waller, que montó el proyecto "Batman Beyond" para crear un nuevo Batman, todo eso sin el conocimiento de Wayne. Todos los personajes aparecen más crecidos que durante la serie, Terry es ya un joven adulto y Bruce es mucho más viejo, y al final del mismo Terry llama por teléfono a Dana (piensa proponerle matrimonio). La escena final es igual a la escena inicial de "On Leather Wings", el primer episodio de Batman: La serie animada y de todo este universo de ficción (esto a modo de paralelo que indicaba el final de JLU a pesar de haber continuado una temporada más).

## Crítica
Si bien la idea de Batman del futuro parecía que no era "una continuación adecuada del legado del caballero de la noche", fue bien recibida por la crítica y la audiencia después de su lanzamiento. La serie fue nominada a cuatro Premios Daytime Emmy, dos de los cuales ganó en 2001: concretamente en las categorías "Mejor programa animado especial" y "Mejor dirección y composición musical". Además, la serie fue nominada a cinco premios Annie y ganó dos de esas nominaciones en 1999 y 2001.
En 2009, IGN.com nombró a "Batman del Futuro" una de las 40 mejores series de televisión de animación de todos los tiempos.
Debido a su éxito, la historia de la serie actualmente continua a través de varios volúmenes de cómics de la editorial DC. La historia de este Batman está ubicado dentro de la Tierra 12 de las 52 Tierras que habitan el Multiverso de DC, siendo a su vez un posible futuro de la Tierra 0 o la Tierra original.